# South African Airways
South African Airways (SAA) er Sydafrikas største flyselskab. Det driver indenrigstrafik i Sydafrika samt udenrigstrafik til blandt andet Europa og Nordamerika. Hovedkontoret ligger i Johannesburg.

## Historie
South African Airways blev grundlagt gennem et statsligt køb af et mindre flyselskab, Union Airways i 1934. De første byer med ruter fra selskabet var blandt andet Durban og Johannesburg. I 1945 åbnede man den første rute til Storbritannien. Selskabet blev medlem af Star Alliance i 2006.
I slutningen af apartheid gennemførte flere lande sanktioner mod Sydafrika og South African Airways måtte ikke flyve ind i andre landes luftrum. Skulle et fly flyve til, London for eksempel, måtte det flyve en lang omvej, langt fra Afrikas vestkyst og Frankrigs Atlanterhavskyst.

## Flåde

### Aktuel flåde
I oktober 2020 bestod South African Airways' flyflåde af 12 fly:
- 3 × Airbus A319
- 1 × Airbus A330
- 4 × Airbus A340-300
- 4 × Airbus A340-600

### Flytyper igennen tiderne
South African Airways har tidligere opereret med disse flytyper:
- Airbus A300
- Airbus A320
- Airbus A340-200
- Avro York
- Boeing 707
- Boeing 727-100
- Boeing 737-200, -300, -800
- Boeing 747-200, -300, -400
- Boeing 747SP
- Boeing 767
- de Havilland DH.104 Dove
- Douglas DC-3
- Douglas DC-4
- Douglas DC-7
- Hawker Siddeley HS 748
- Junkers Ju 52
- Lockheed Lodestar
- Lockheed L-749 Constellation
- Lockheed Starliner
- Vickers Viking
- Vickers Viscount